# Арутюнян Володимир Мокич
Володимир Мокич Арутюнян (нар. 1944) — радянський футболіст, півзахисник.

## Життєпис
Футбольну кар'єру розпочав у 1963 році в складі олександрійського «Шахтаря», який виступав у Класі Б. Наступного року зіграв 1 матч за «гіників» у Кубку СРСР. Сезон 1965 року розпочав у «Шахтарі», але зігравши 12 матчів, перейшов до кременчуцького «Дніпра», за який провів 10 матчів та відзначився 1 голом. Сезон 1966 року розпочав у кіровоградській «Зірці», але, зігравши 3 поєдинки в чемпіонаті СРСР, по ходу сезону повернувся до кременчуцького «Дніпра», кольори якого захищав до завершення сезону 1969 року. За цей час у складі «дніпрян» у Класі «Б» відіграв понад 80 матчів та відзначився 6-а голами, ще 5 матчів (1 гол) провів у кубку СРСР. З 1970 по 1971 рік захищав кольори черкаського «Дніпра». У 1972 році повернувся до кіровоградської «Зірки», у складі якої зіграв 12 матчів. Футбольну кар'єру завершив 1973 року в аматорському клубі «Авангард» (Світловодськ).